# The Most Hated Woman in America
The Most Hated Woman in America és una pel·lícula de drama biogràfic nord-americana dirigida per Tommy O'Haver i escrita per O'Haver i Irene Turner. Protagonitzada per Melissa Leo com Madalyn Murray O'Hair.
La pel·lícula es va estrenar a South by Southwest el 14 de març de 2017. I a Internet es va estrenar el 24 de març del 2017 per Netflix.

## Argument
El 1995, Madalyn Murray O'Hair és segrestada juntament amb el seu fill Garth i la neta Robin per tres homes: David Waters, Gary Karr i Danny Fry. Els tres segrestats reconeixerien un d'ells, David Waters.
L'escena es trasllada a principis dels anys seixanta. Madalyn ha tingut els seus dos fills, Garth i el més gran William J. "Billy Boy" Murray, Jr., fora de casament i és un orgullosa atea, que pressiona als seus pares cristians. Madalyn es desconcerta al saber que Billy està sent obligat a recitar l'oració del Senyor a l'escola, i llança una campanya per prohibir la pregària escolar, que en última instància es tradueix en una sentència del Tribunal Suprem que fa que les oracions obligatòries a les escoles siguin il·legals. I es converteix ràpidament en una de les figures més assetjades d'Amèrica.
Així que ella acaba formant un grup de defensa atea nord-americà, que recluta Garth i Billy. La devoció de Billy per la seva mare destrueix la seva relació amb la seva dona, i es converteix en un alcohòlic amargat després que es divorciï d'ell. I finalment deixa de beure i es converteix en cristià renascut de nou, provocant una profunda ruptura amb Madalyn.
Madalyn comença a treure profit de debats animats amb un pastor local i posar diners en comptes de fora. Contracta Waters per gestionar la branca d'American Atheist, i es converteix en la seva aliada de confiança, sobretot després que ell confiï en ella d'haver assassinat algú de jove. No obstant això, Waters té una caiguda amb Madalyn i és acomiadat d'American Atheist. El 1995, Waters va exigir a Milalyn un milió de dòlars en concepte de retribució, que ella rebutjà. Waters planteja llavors el segrest com una manera d'aconseguir els diners que sent que li deu Madalyn.
El periodista Jack Ferguson comença a cobrir el segrest i qüestiona Billy. Aconsegueix un dibuixant per fer un dibuix de Fry. Ferguson uneix forces amb l'assistent de Madalyn i a poc a poc van desvelant la trama.
De tornada a la casa segura, Karr mata a Robin després de rebutjar les seves insinuacions sexuals. Empès pel pànic, Waters i Karr després maten a Garth i Fry. Finalment, Waters mata a Madalyn.
Ferguson agafa Waters i aconsegueix que confessi el triple assassinat. Waters i Karr són arrestats i jutjats.
El text final informa que Billy ara presideix la Coalició per la Llibertat Religiosa i treballa per recuperar l'oració a les escoles públiques.

## Repartiment
- Melissa Leo com Madalyn Murray O'Hair, activista ateu.
- Josh Lucas com David Waters, exgerent d'American Atheists's que dirigeix el seu segrest.
- Michael Chernus com a Jon Garth Murray, el fill petit lleial de Madalyn.
- Devin Freeman com a adolescent Jon Garth Murray, fill de Madalyn.
- Rory Cochrane com a Gary Karr, segrestador i assassí de Murray O'Hairs.
- Vincent Kartheiser com a William J. "Billy Boy" Murray, el fill gran de Madalyn que es converteix al cristianisme.
- Sally Kirkland com a Lena Christina, la mare patidora de Madalyn.
- Adam Scott com a Jack Ferguson, el periodista que estudia primer el segrest.
- Temple Juno com Robin Murray O'Hair, devota neta de Madalyn i filla extramtrimonial de Bill.
- Alex Frost com Danny Fry, el segrestador de Murray O'Hairs, que també és assassinat per Waters i Karr.
- Brandon Mychal Smith com Roy Collier, home mà dreta de Madalyn en American Atheists que exposa per primera vegada el segrest.
- Peter Fonda com el Reverend Bob Harrington, el pastor cristià que va fer debats públics amb Madalyn per diners.
- Ryan Cutrona com John Mays, el pare de Madalyn amb qui va mantenir una relació estreta.
- Anna Camp com a Sra. Lutz, el professor de l'escola del jove William Murray que fa les oracions a classe.
- Andy Walken com a jove William "Billy Boy" Murray.

## Producció
El 8 de juliol de 2015, es va informar que Netflix finançaria i llançaria The Most Hated Woman in America, una pel·lícula que dramatitza la vida de Madalyn Murray O'Hair. Estaria dirigida per Tommy O'Haver des del seu propi guió i l'estrella Melissa Leo com a O'Hair. El març de 2016, Peter Fonda, Sally Kirkland, Rory Cochrane, Josh Lucas, Adam Scott, Juno Temple, Vincent Kartheiser, Anna Camp, Michael Chernus i Alex Frost es van unir al repartiment.
El 24 de març de 2016, es va informar que The Most Hated Woman in America havia començat a rodar la setmana anterior.

## Publicació
La pel·lícula tingué la seva estrena mundial a South by Southwest el 14 de març de 2017. It was released on març 24, 2017, by Netflix.

### Recepció de la crítica
The Most Hated Woman in America va rebre crítiques diverses de crítics de cinema. Té una qualificació d'aprovació del 36% al lloc web de l'agregador de revisions Rotten Tomatoes, basat en 22 ressenyes, amb una mitjana ponderada de 4,62/10. Pel que fa a Metacritic, la pel·lícula té una classificació de 41 sobre 100, basat en 6 crítics, cosa que indica "ressenyes mixtes o mitjanes".
Peter Debruge, de Variety, va fer una crítica negativa a la pel·lícula, escrivint: "Sembla caure just on esperaríeu: lleugerament millor que la vostra pel·lícula de TV de mitjana, mentre que no és tan bo com el vostre típic llançament teatral."